# Stephen A. Hoxworth
Stephen Arnold Hoxworth (* 1. Mai 1860 bei Maquon, Knox County, Illinois; † 25. Januar 1930 in Rapatee, Illinois) war ein US-amerikanischer Politiker. Zwischen 1913 und 1915 vertrat er den Bundesstaat Illinois im US-Repräsentantenhaus.

## Leben
Stephen Hoxworth besuchte die öffentlichen Schulen seiner Heimat. Im Jahr 1880 zog er nach Blue Springs in Nebraska, wo er sich im Bankgewerbe und im Getreidegeschäft betätigte. Er wurde auch Mitglied der dortigen Staatsmiliz. 1885 kehrte er nach Illinois zurück, wo er nahe Rapatee in der Landwirtschaft arbeitete. Gleichzeitig schlug er als Mitglied der Demokratischen Partei eine politische Laufbahn ein. Zwischen 1907 und 1912 war er Ortsvorsteher von Maquon Township.
Bei den Kongresswahlen des Jahres 1912 wurde Hoxworth im 15. Wahlbezirk von Illinois in das US-Repräsentantenhaus in Washington, D.C. gewählt, wo er am 4. März 1913 die Nachfolge von George W. Prince antrat. Da er im Jahr 1914 auf eine erneute Kandidatur verzichtete, konnte er bis zum 3. März 1915 nur eine Legislaturperiode im Kongress absolvieren. Während seiner Zeit im Kongress wurden der 16. und der 17. Verfassungszusatz ratifiziert. Nach dem Ende seiner Zeit im US-Repräsentantenhaus arbeitete Stephen Hoxworth wieder in der Landwirtschaft. Er starb am 25. Januar 1930 in Rapatee.